# André Simon
André Simon (Párizs, 1920. január 5. – Évian-les-Bains, 2012. július 11.) francia autóversenyző.

## Pályafutása
1949 és 1964 között tizenkétszer állt rajthoz a Le Mans-i 24 órás versenyen. Mindössze egy alkalommal ért célba. Az 1952-es futamon honfitársával, Lucien Vincent-el az ötödik helyen zártak.
1951 és 1957 között tizenkét Formula–1-es világbajnoki versenyen vett részt. Legjobb helyezése két hatodik hely az 1951-es, valamint az 1952-es olasz nagydíjról.
Több, a világbajnokság keretein kívül rendezett Formula–1-es futamon is rajthoz állt.

## Eredményei

### Le Mans-i 24 órás autóverseny
| Év   | Csapat                    | Autó                           | Csapattárs          | Helyezés |
| ---- | ------------------------- | ------------------------------ | ------------------- | -------- |
| 1949 | Charles Pozzi             | Aston Martin 2-Litre Sports    | Pierre Marechal     | Kiesett  |
| 1950 | Automobiles Gordini       | Simca-Gordini T15S             | Aldo Gordini        | Kiesett  |
| 1951 | Equipe Gordini            | Simca-Gordini T15S             | Robert Manzon       | Kiesett  |
| 1952 | Luigi Chinetti            | Ferrari 340 America Berlinette | Lucien Vincent      | 5.       |
| 1954 | Equipe Gordini            | Gordini T24S                   | Jean Behra          | Kiesett  |
| 1955 | Daimler-Benz A.G.         | Mercedes-Benz 300 SLR          | Karl Kling          | Kiesett  |
| 1956 | Scuderia Ferrari          | Ferrari 625LM Touring          | Phil Hill           | Kiesett  |
| 1957 | Officine Alfieri Maserati | Maserati 450S Spyder           | Jean Behra          | Kiesett  |
| 1960 | Automobiles O.S.C.A.      | O.S.C.A. Sport 750             | Jean Laroche        | Kiesett  |
| 1962 | Fernand Tavano            | Ferrari 250 GTO                | Fernand Tavano      | Kiesett  |
| 1963 | Maserati France           | Maserati Tipo 151/3            | Lloyd Casner        | Kiesett  |
| 1964 | Maserati France           | Maserati Tipo 151/1            | Maurice Trintignant | Kiesett  |

### Teljes Formula–1-es eredménylistája
(Táblázat értelmezése)

(Félkövér: pole-pozícióból indult; dőlt: leggyorsabb kört futott) 

| Év   | Csapat                    | Modell             | Motor                    | 1        | 2      | 3   | 4      | 5      | 6      | 7     | 8        | Helyezés | Pont |
| ---- | ------------------------- | ------------------ | ------------------------ | -------- | ------ | --- | ------ | ------ | ------ | ----- | -------- | -------- | ---- |
| 1951 | Equipe Gordini            | Gordini Type 15    | Gordini Straight-4       | SUI      | 500    | BEL | FRA Ki | GBR    | GER Ki | ITA 6 | ESP Ki   | -        | 0    |
| 1952 | Scuderia Ferrari          | Ferrari 500        | Ferrari Straight-4       | SUI Ki * | 500    | BEL | FRA    | GBR    | GER    | NED   | ITA 6    | -        | 0    |
| 1955 | Daimler Benz AG           | Mercedes-Benz W196 | Mercedes-Benz Straight-8 | ARG      | MON Ki | 500 | BEL    | NED    |        |       |          | -        | 0    |
| 1955 | Officine Alfieri Maserati | Maserati 250F      | Maserati Straight-6      |          |        |     |        |        | GBR Ki | ITA   |          | -        | 0    |
| 1956 | André Simon               | Maserati 250F      | Maserati Straight-6      | ARG      | MON    | 500 | BEL    | FRA Ki | GBR    | GER   |          | -        | 0    |
| 1956 | Equipe Gordini            | Gordini Type 16    | Gordini Straight-6       |          |        |     |        |        |        |       | ITA 9    | -        | 0    |
| 1957 | Scuderia Centro Sud       | Maserati 250F      | Maserati Straight-6      | ARG      | MON Nk | 500 | FRA    | GBR    | GER    | PES   |          | -        | 0    |
| 1957 | Ottorino Volonterio       | Maserati 250F      | Maserati Straight-6      |          |        |     |        |        |        |       | ITA 11 † | -        | 0    |

* Megosztott helyezés Giuseppe Farina-val
† Megosztott helyezés Ottorino Volonterio-val